# Mitsui Sumitomo Insurance
Mitsui Sumitomo Insurance Company, Limited — японская страховая компания. Входит в кэйрэцу Sumitomo и Mitsui.

## История
Компания в её современном виде образовалась в 2001 году путём слияния страховых активов материнских компаний.

## Компания сегодня
Mitsui Sumitomo Insurance является одной из крупнейших страховых компаний в Японии, занимающаяся всеми видами страхования кроме страхования жизни.
С 2010 года совместно с Japanese insurers Aioi Insurance и Nissay Dowa General Insurance входит в страховой холдинг MS&AD Insurance Group.